# Rectorado de la Universidad de Málaga
El edificio del Rectorado de la Universidad de Málaga, ubicado en la ciudad de Málaga (España), es un edificio neomudéjar antiguamente conocido como la Casa de Correos y Telégrafos. Está situado junto al Parque de Málaga, entre el Palacio de la Aduana y la Sede del Banco de España, y detrás de la Alcazaba.

## Descripción
Como a otros edificios de correos de su época, el concurso convocado para su construcción exigía la elección de estilos nacionales y regionales. Fue construido entre 1916 y 1923 por el arquitecto Teodoro de Anasagasti.
Debido a los problemas de espacio en el recinto, Correos abandona el edificio en 1986 para instalarse en su nueva sede en la avenida de Andalucía, y varios años después, en 1993, lo compra la Universidad de Málaga, que lo restaura entre 1998 y 2002 y lo adecua a su nuevo uso como rectorado. Actualmente, también posee una sala de exposiciones.
En 2017, se adjudicó un proyecto para construir un nuevo rectorado en la ampliación del campus de Teatinos, ya que casi todas las facultades se encuentran allí.

### Yacimiento
El edificio se sitúa en el mismo lugar donde se encontraba la antigua muralla que protegía la ciudad, ya que el mar se encontraba a ese nivel en época medieval, y las piletas del garum romano que están repartidas por todo el casco histórico y se exportaban por todo el Imperio Romano. Con la necesidad de expansión de la ciudad, se demolieron las murallas entre 1904 y 1906, aunque los cimientos se preservaron.
Bajo el edificio se conservan visibles desde su última reforma en 1998 los restos de la muralla medieval de Málaga y de la factoría de garum. La intervención arqueológica también permitió documentar un tramo de la muralla primitiva de época fenicia que ha podido datarse en la segunda mitad del siglo VI a. C. Este tramo fenicio está hoy invisible al visitante bajo las piletas romanas a las que sirvió de cimentación, y amortizado bajo posteriores ampliaciones de la propia muralla. A finales de 2017, se realiza una exposición para celebrar el 20 aniversario de la puesta en valor del yacimiento.

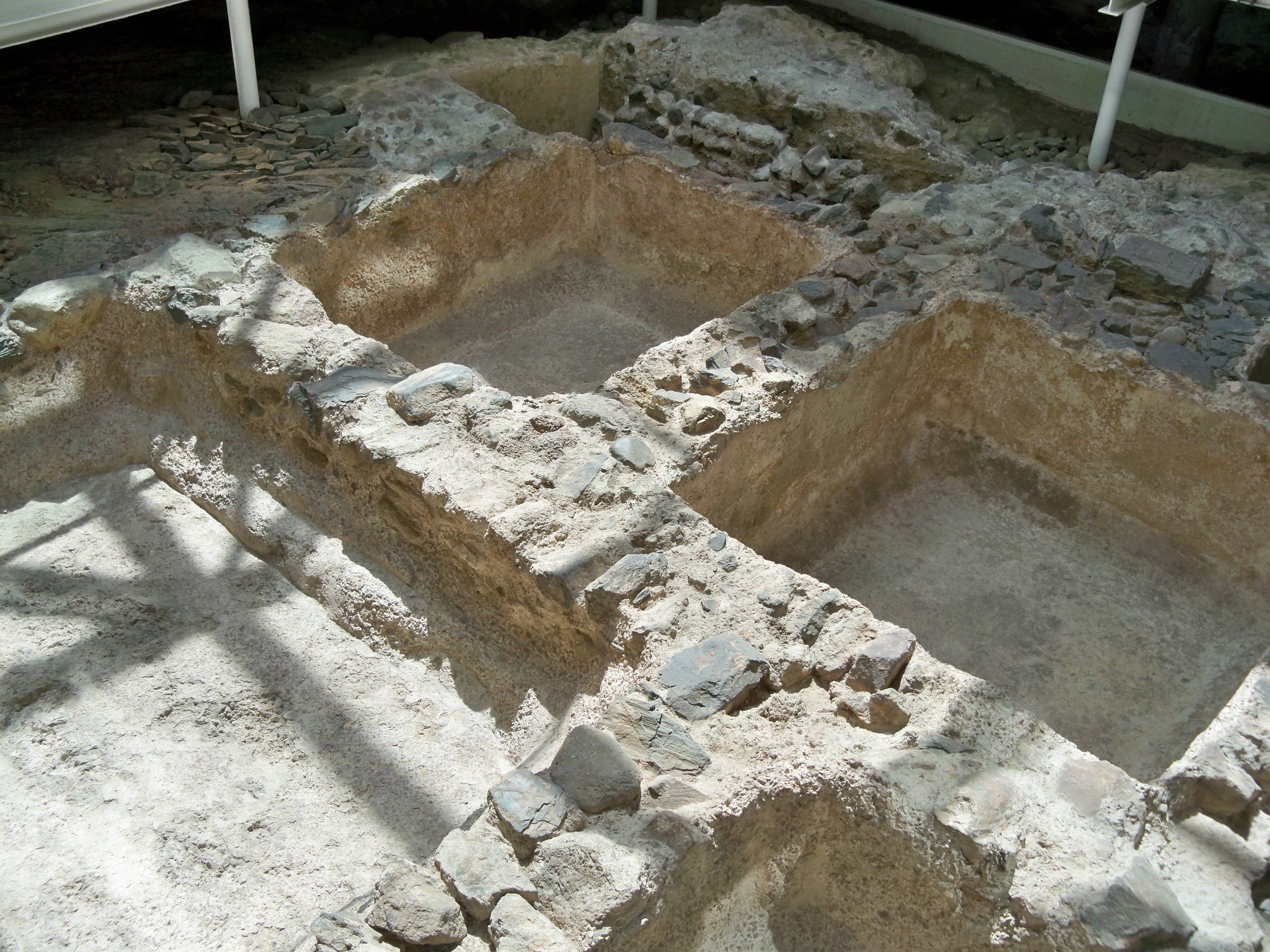
Restos de piletas para la salazón de pescado de época romana integradas en el edificio del Rectorado.
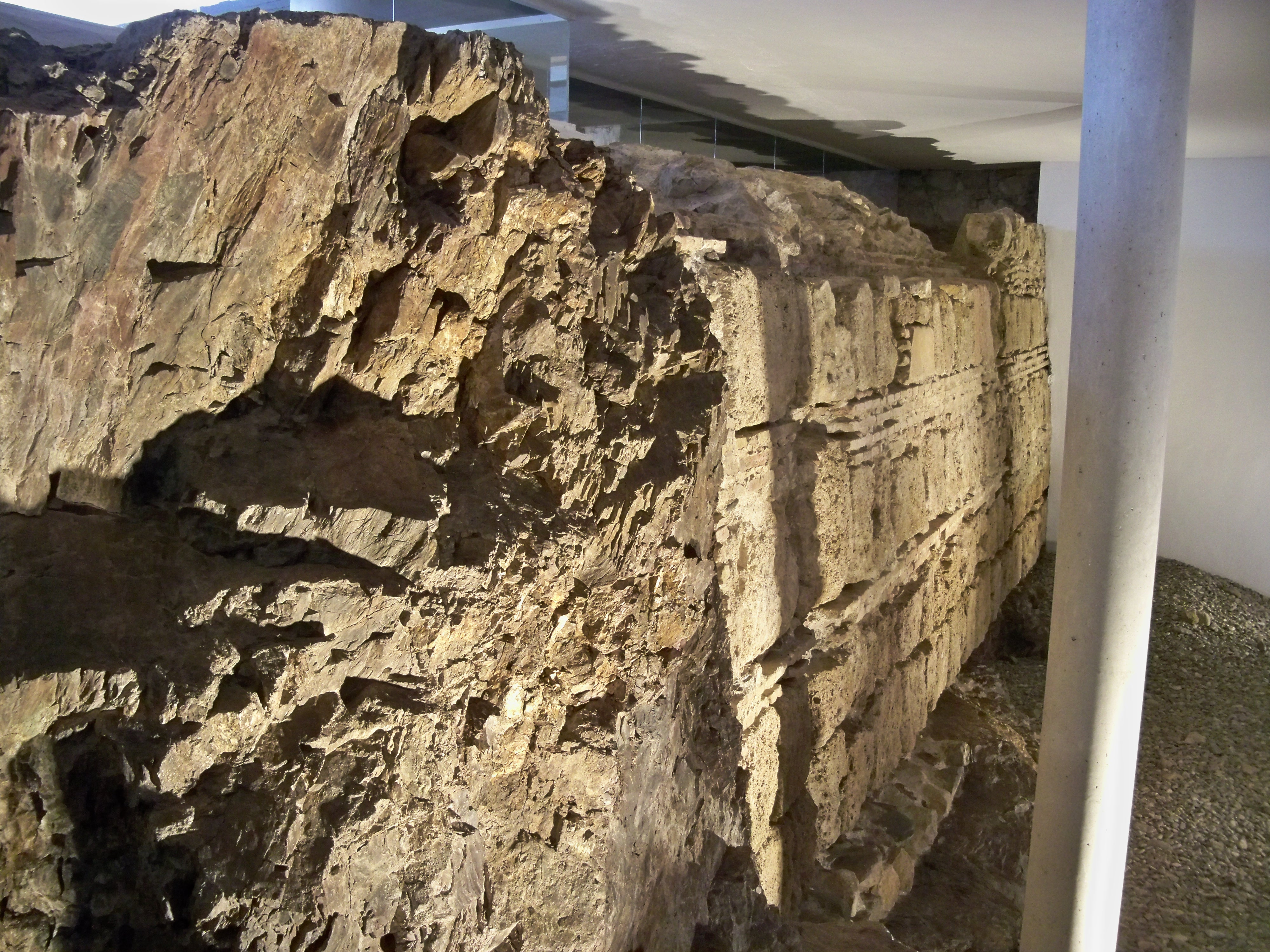
Tramos de la muralla medieval de Málaga integrados en el edificio del Rectorado.